# 中央集團軍
中央集團軍（德語：Heeresgruppe Mitte）是第二次世界大战中納粹德国在德蘇戰爭上部署的3个主要的集团军群之一，創建於1941年6月22日。中央集團軍主要任務為參與巴巴羅薩行動，並攻下蘇聯首都莫斯科，它参加了德蘇戰爭中除了斯大林格勒戰役和列寧格勒戰役外的大部分決定性戰役。在蘇聯開始反擊後，中央集團軍漸漸崩壞，被切割成若干的小型軍單位，在1944年苏联紅軍发动的巴格拉基昂作战行动中德国中央集團軍被彻底击溃。1945年1月25日集團軍被包圍在柯尼斯堡口袋後，中央集團軍更名為北方集團軍，而A集團軍則更名為中央集團軍繼續戰鬥，後者則直到勝利日後，5月11日在布拉格攻勢中才投降。由於拥有两个装甲集群，中央集團軍是巴巴罗萨行動3个集團軍中战斗力最强的。

## 組建
中央集團軍於1941年6月建成，由費多爾·馮·博克元帅指揮。

### 組建時的作戰序列[2]
- 集團軍指揮部
  - 第537（通訊）信號團
  - 第537（通訊）信號團（第二梯隊）
- 第2裝甲軍團（海因茨·古德里安）

- 第24裝甲軍（里奧·蓋爾·馮·施韋彭堡）

第一騎兵師、第三裝甲師、第四裝甲師、第十摩托化步兵師、第267步兵師
- 第46裝甲軍（海因里希·馮·菲廷霍夫）

親衛隊第二「帝國」師、第十裝甲師、大德國步兵團
- 第47裝甲軍（约阿希姆·莱默尔森）

第17裝甲師、第18裝甲師、第29摩托化步兵師、第167步兵師
- 第12軍（瓦爾特·施羅斯）

第31步兵師、第34步兵師、第45步兵師
第255步兵師（後備）
- 第三裝甲兵團（赫爾曼·霍特）

- 第五軍（理查德·鲁奥夫）

第五步兵師、第35步兵師
- 第六軍（奧托·威廉·福斯特）

第六步兵師、第26步兵師
- 第39裝甲軍（魯道夫·施密特）

第七裝甲師、第20裝甲師、第14摩托化步兵師、第20摩托化步兵師
- 第57裝甲軍（阿道夫-弗里德里希·昆岑）

第12裝甲師、第18裝甲師、第19裝甲師
- 第四軍團（君特·馮·克魯格）

- 第七軍（威廉·法姆巴赫）

第七步兵師、第23步兵師、第258步兵師、第268步兵師、第221警備師
- 第九軍（赫爾曼·蓋爾）

第137步兵師、第263步兵師、第292步兵師
- 第13軍（漢斯·費爾瑟）

第17步兵師、第78步兵師
- 第43軍（哥特哈德·海因里希）

第131步兵師、第134步兵師、第252步兵師
第286警備師（後備）
- 第九軍團（阿道夫·史特勞斯）

- 第八軍（沃爾特·海茨）

第八步兵師、第28步兵師、第161步兵師
- 第20軍（弗雷德里克·馬特納）

第162步兵師、第256步兵師
- 第42軍（沃爾特·昆策）

第87步兵師、第102步兵師、第129步兵師
第403警備師（後備）

## 參加戰役與行動歷史

### 巴巴羅薩作戰
1941年6月22日，納粹德國與軸心國的軍隊對蘇聯突然的展開襲擊。這次進攻總共動員了超過300萬人，並分別向三個方向發起進攻。中央集團軍被命令的初始目標為，殲滅位於白俄羅斯境內的蘇軍並佔領斯摩稜斯克。為了達成此目標，中央集團軍準備了兩個而非一個装甲集群以藉由閃電戰發動迅速的進，並預期在11月中對蘇聯達成迅速且決定性的勝利。同時中央集團軍也要支援位於她南北兩側的集團軍，而中央集團軍與南方集團軍的戰區以普里皮亞季河做為分界。
白俄羅斯攻勢
1941年8月，中央集團軍已經連續打贏數場讓蘇軍損失慘重的包圍戰，包括比亞韋斯托克-明斯克戰役以及斯摩棱斯克戰役_（1941年）。之後，德軍在他們的佔領區內發動種族滅絕政策。他們處決或驅逐數十萬當地居民，並將數千座城市或村落燒毀，而那些在先前戰役被俘虜的蘇軍，不是被送往集中營殺掉就是被活活餓死。
作戰序列
- 1941年7月

第3裝甲兵團、第9軍團、第4軍團、第2裝甲兵團、第2軍團（後備）
- 1941年8月

第3裝甲兵團、第9軍團、第2軍團、古德里安裝甲兵團（第二裝甲兵團及額外的單位）
- 1941年9月

第3裝甲兵團、第9軍團、第4軍團、第2裝甲兵團、第2軍團

### 莫斯科戰役
1941年9月30日，中央集團軍展開對莫斯科的進攻。然而先前中央集團軍因先前在斯摩棱斯克的苦戰及烏克蘭的作戰而拖延了對莫斯科的進攻長達兩個月，這是因為希特勒將征服烏克蘭地區放在首位，下令推遲進攻莫斯科而調動中央集團軍的部隊在基輔以東與南方集團軍部隊會師包圍基輔，緊接著接著秋季的降雨將道路化成大片的泥濘。到了11月，冬天的到來讓德軍患病的比率漸漸上升，在此同時蘇軍的抵抗正變得絕望，蘇軍被命令以步兵的裝備抵擋德軍的坦克，在經過慘重的損失後，蘇軍在11月底擋住了德軍的進攻，這時德軍已經前進到可以用肉眼看見克里姆林宮尖端的距離上。12月6日，蘇軍展開對中央集團軍的反攻，這是蘇軍第一次對德軍展開大規模的進攻。這次進攻讓德軍的閃電戰宣告失敗，也讓德軍被趕出莫斯科。戰鬥持續到1942年4月，德軍撤退到熱澤夫突出部，然而中央集團軍仍然威脅著莫斯科。

### 熱澤夫戰役
1942年初起，中央集團軍在熱澤夫突出部與蘇軍展開一連串的戰鬥，在後方持續有大規模的游擊隊活動的情況下，德軍第九軍團仍多次擊退蘇軍的攻勢並穩定戰線。同時，德軍將東線的戰略目標轉往俄羅斯的西南部（即東線南邊），並於1942年6月展開藍色行動，該行動瞄準的是高加索地區的油田，並由南方集團軍獨自執行。於是包含中央集團軍在內的各個集團軍無法獲得足夠的部隊與裝備以發動攻勢。
儘管蘇德雙方在東線南邊激戰，但中央集團軍在一整年間仍需面對蘇軍兇猛的進攻。在1942年初蘇軍發動的攻勢中，蘇軍不僅無法逼退德軍的戰線，甚至有部分的蘇軍部隊在德軍戰線後方被困住，並於7月時遭到殲滅。同月，蘇軍又對中央集團軍發動另一場攻勢以嘗試摧毀德軍防線，此次攻勢雖以失敗告終，但仍成功將德軍向後方逼退，使前線更加靠近熱澤夫。11月，蘇軍發動火星行動，這是蘇軍對熱澤夫突出部所發動最大的戰役，同一時間蘇軍也在斯大林格勒發動天王星行動。這次行動蘇軍雖然再度被逼退並付出慘烈代價，但也讓中央集團軍無法增援史達林格勒的德軍。
作戰序列
- 1942年1月

第二裝甲軍團、第三裝甲軍團、第四裝甲軍團、第二軍團、第四軍團、第九軍團
- 1942年2月

第二裝甲軍團、第三裝甲軍團、第四裝甲軍團、第四軍團、第九軍團
- 1942年5月

第二裝甲軍團、第三裝甲軍團、第四軍團、第九軍團

### 在俄羅斯中部的戰鬥
在經過史達林格勒戰役的災難以及沃羅涅日防禦戰役的損失後，德軍陸軍總司令部（OKH）預期蘇軍將在1943年初對中央集團軍發動另一場攻勢。然而希特勒決定先發制人，並在攻勢發動前執行水牛行動以阻止蘇軍任何可能的春季攻勢，包括將中央集團軍撤出熱澤夫突出部以縮短戰線，這讓德軍防線縮短達230公里且釋放出21個師，並以這些部隊建立預備隊。
作戰序列
- 1943年1月

第二裝甲軍團、第三裝甲軍團、第四軍團、第九軍團、第59軍
- 1943年2月

第二裝甲軍團、第三裝甲軍團、第四軍團、第九軍團

#### 白俄羅斯反游擊行動
以下主要的反游擊行動主要在中央集團軍的後方執行，並伴隨著許多更小的行動。
- 班貝格行動：執行於1942年3月26日–1942年4月6日，由第707步兵師（英语：707th Infantry Division (Wehrmacht)）負責並獲得一個斯洛伐克的團支援，行動地點位於博布鲁伊斯克南部。行動導致至少五千人（包含大量平民）喪命，農產品遭到充公。
- 春節行動：執行於1944年4月17日–1944年5月12日，地點位於波拉次克地區並由戈特貝格兵團負責，根據紀錄大約有7000人喪命。
- 鸕鶿行動：執行於1944年5月25日–1944年6月17日，地點位於明斯克與鮑里索夫中間，第三裝甲軍團的後方，由國防軍安全師（英语：Security Division (Wehrmacht)）負責，根據紀錄大約有7500人喪命。

隨著游擊隊的行動越來越能夠互相協調，催生出了音樂會行動以反抗德軍。

#### 堡壘行動
1943年7-8月，蘇軍成功擋住德軍在堡壘行動（即庫斯克會戰）的進攻，並對奧廖爾及哈爾科夫展開反攻，這些反攻使蘇軍攻入烏克蘭，接著第二次斯摩稜斯克戰役爆發，儘管蘇軍進展緩慢並遭受大量傷亡，但蘇軍仍成功收復斯摩稜斯克以及位於涅韋爾的鐵路要點。但蘇軍在接下來的進攻被德軍成功擋住，這時德軍正於維捷布斯克-奧爾沙-莫吉廖夫一線堅守防線。
- 1943年3月

第二裝甲軍團、第三裝甲軍團、第二軍團、第四軍團、第九軍團
- 1943年4月

第二裝甲軍團、第三裝甲軍團、第二軍團、第四軍團、第九軍團（後備）
- 1943年7月

第二裝甲軍團、第三裝甲軍團、第二軍團、第四軍團、第九軍團

### 在沃坦防線的行動
1943年11月，蘇軍收復戈梅利，但同一時間對奧爾沙的進攻，以及1944年2月對維捷布斯克的進攻都告失敗，德軍布置在當地的防線仍然十分堅強。與蘇軍在烏克蘭的勝利相比，蘇軍在中部戰線的進展令人失望，但蘇軍仍計畫對中央集團軍發動包圍與殲滅，儘管這會讓蘇軍付出大量死傷。一些反對該計畫的理由被提出：白俄羅斯當地被樹林覆蓋，這有益德軍的防守，而德軍在當地駐防多時，這讓他們有時間建立完整的要塞和防線，且德軍將領的領導能力也被認為是較佳的。

### 巴格拉基昂行動

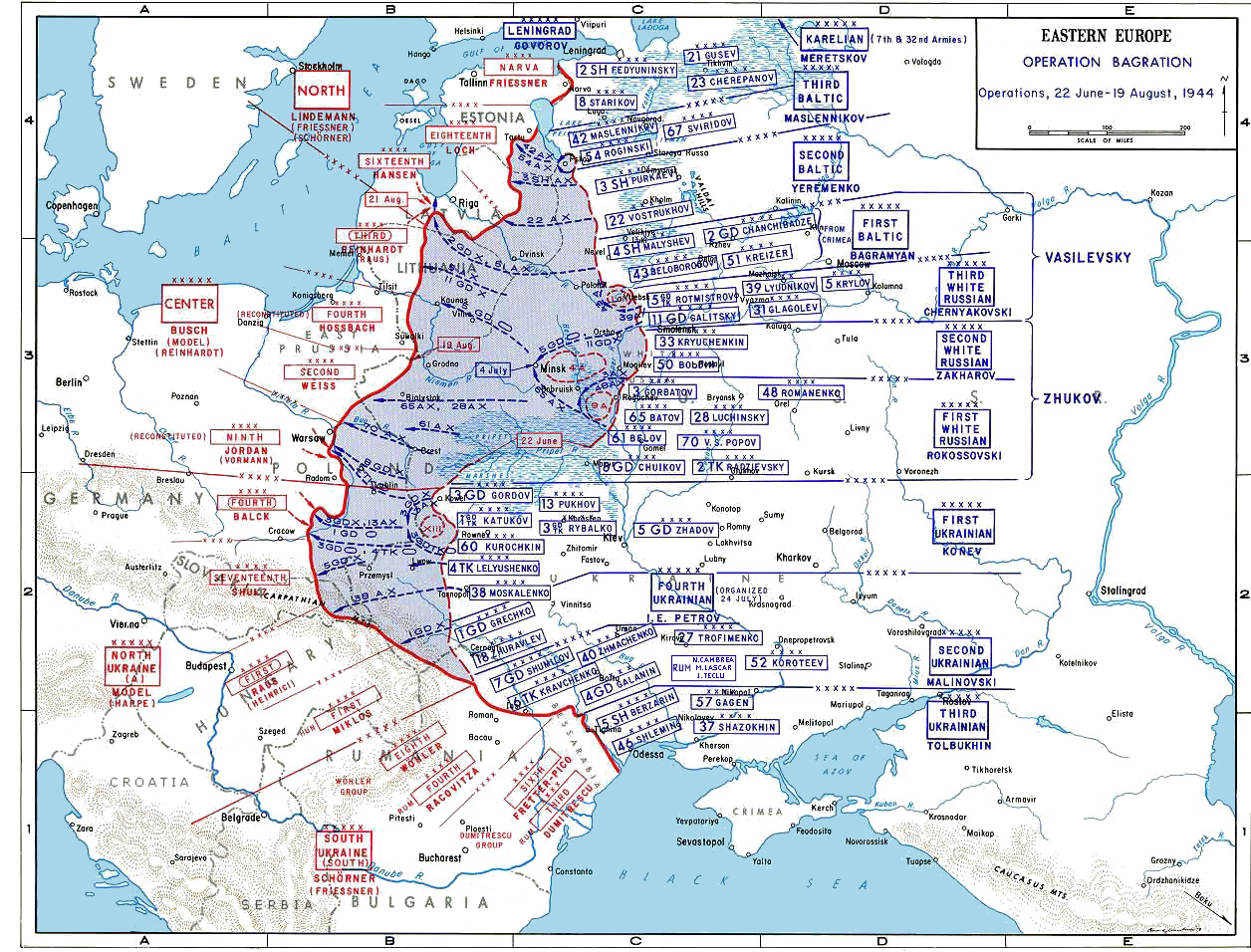
巴格拉基昂行動的部署，圖上可清楚地見到於明斯克以東包圍第4軍團、在博布魯伊斯克附近被包圍的第9軍團及在維捷布斯克被包圍的第3裝甲軍團的第13軍

1944年春天，蘇軍開始累積大量物資以準備對中央集團軍發動進攻，而蘇軍也對德軍發出欺騙性的情報，這讓德軍相信蘇軍下一波的進攻將在中央集團軍防區的南方，也就是北烏克蘭集團軍的防區發動。這讓德國國防軍陸軍總司令部將中央集團軍的裝甲單位調至烏克蘭，蘇軍在行動前大量的調度都未被德軍察覺。
1944年6月22日，蘇軍展開對中央集團軍的進攻，這次進攻被命名為巴格拉基昂行動。由185個蘇軍師（內含230萬人以及4,000輛坦克）所組成的大軍攻入德軍防線達200公里，由4個軍團（第2軍團、第4軍團、第9軍團、第3装甲集团军）共800,000人組成的中央集團軍被徹底粉碎，其中第4軍團、第9軍團、第3裝甲軍團這3個軍團損失最嚴重共有400,000人傷亡，只有第2軍團比較幸運沒有遭受太大損失。中央集團軍损失了2000余辆坦克和57000辆各式车辆。蘇軍於7月3日收復明斯克，白俄羅斯蘇維埃社會主義共和國於7月中被完全收復，接著蘇軍於8月初抵達維斯杜拉河和波羅的海，并在罗马尼亚建立根据地。這次行動也是德軍在整場蘇德戰爭中，最大的一次敗仗。軍事歷史學家赫爾曼·卡根霍茲說，「在1944年夏季中央集團軍的彻底崩潰後，德軍注定將要在東方進行一場極為痛苦的戰爭。」

### 1945年以後
1945年1月25日，希特勒重新命名了三個集團軍，北方集團軍被更名為庫爾蘭集團軍；中央集團軍被更名為北方集團軍；A集團軍則被更名為中央集團軍（因此接下來的中央集團軍皆是指涉原為A集團軍的中央集團軍）。此時的中央集團軍負責防守斯洛伐克、波希米亞—摩拉維亞地區、以及德國的核心地帶。

#### 柏林戰役
1945年4月16日，柏林戰役開始。中央集團軍面臨由伊萬·科涅夫所率領的烏克蘭第1方面軍。最後中央集團軍撤退到捷克斯洛伐克。

#### 布拉格战役
战斗序列
- 1945年5月
  - 第4装甲军、第7军、第17军
  - 奥斯特马克集团军

## 投降
5月11日，蘇軍佔領捷克斯洛伐克大部分地區，中央集團軍的殘餘被迫投降。

## 历任指挥官
| 任次 |                        | 指揮官                                    | 就职                     | 离职           | 任职时间 |
| ---- | ---------------------- | ----------------------------------------- | ------------------------ | -------------- | -------- |
| 1    | 費多爾·馮·波克         | 元帥 費多爾·馮·波克 （1880–1945）         | 1941年6月22日            | 1941年12月19日 | 180天    |
| 2    | 君特·馮·克魯格         | 元帥 君特·馮·克魯格 （1882–1944）         | 1941年12月19日           | 1943年10月12日 | 1年9个月 |
| 3    | 恩斯特·布施            | 元帥 恩斯特·布施 （1885–1945）            | 1943年10月29日           | 1944年6月28日  | 243天    |
| 4    | 瓦爾特·莫德爾          | 元帥 瓦爾特·莫德爾 （1891–1945）          | 1944年6月28日            | 1944年8月16日  | 49天     |
| 5    | 格奧爾格-漢斯·萊因哈特 | 大將 格奧爾格-漢斯·萊因哈特 （1887–1963） | 1944年8月16日            | 1945年1月25日  | 162天    |
| 6    | 斐迪南·舍爾納          | 大將 斐迪南·舍爾納 （1892–1973）          | 1945年1月25日（A集團軍） | 1945年5月11日  | 106天    |

## 資料來源
1. ↑  Askey（2018年），第78页
2. 1 2 3 4  .   [2022-07-11]. （原始内容存档于2022-02-23）.

註記
1. ↑  裝甲兵團為「軍團」級別的單位，隨著戰事的推進所有裝甲兵團（Panzergruppe）都更名為裝甲軍團（Panzerarmee）。
2. ↑  於在1944年夏季災難性的戰敗被撤職
3. ↑  上任時集團軍編制仍為A集團軍，隨著1月25日A集團軍更名為中央集團軍，舍爾納也就自動成為中央集團軍的指揮官

## 延伸閱讀
- Ian Kershaw, The End: The Defiance and Destruction of Hitler's Germany, 1944-1945, (New York: Penguin Press, 2011).  ISBN 978-1-101-56550-6.